# Bażeński
Bażeński – polski herb szlachecki, odmiana herbu Bartsch (herb szlachecki), sam występujący w wielu odmianach.

## Opis herbu
Blazonowanie wg Alfreda Znamierowskiego:
W polu złotym wiewiórka siedząca czerwona, w prawo. Klejnot: górne pół Murzyna (mieszkańca Afryki) w przepasce biodrowej srebrnej, trzymającego w lewicy sztandar srebrny z wiewiórką jak na tarczy, w lewo. 
Labry czerwone podbite złotem.

## Najwcześniejsze wzmianki
Wg Ostrowskiego herb powstał w XV wieku.

### Legenda herbowa
Udostojnienie rodowego herbu, który miał przedstawiać samą wiewiórkę, otrzymał wg legendy Jan (Hans) de Baisen (Jan Bażeński) za zasługi dla króla aragońskiego Piotra w walce z Maurami. Jak mówi legenda, by ograniczyć przelew krwi własnego rycerstwa podczas jednej z bitew na brzegach Morza Śródziemnego, stoczył on zwycięski pojedynek z przedstawicielem Maurów. Za to i za całoksztat służby dla Korony aragońskiej został on pasowany na rycerza i powrócił do kraju w chwale, z murzyńskim niewolnikiem u boku oraz z rozszerzeniem ojczystego herbu z wiewiórką o Murzyna, który do dzisiejszego dnia jest w klejnocie herbowym rodziny Bażeńskich (von Baysen). Należy zaznaczyć, że Niesiecki nie rozróżniał herbów Bażeński I, II i III. Herb opisywany u niego jako Bażeński, to według nomenklatury Ostrowskiego Bażeński II.

## Herbowni
Bajsen, Barski, Barszczewski, Bazylewski, Bażeński, Bużyński, Wądzyński.

## Występowanie poza heraldyką szlachecką

herb gminy Ostróda

Wiewiórka z herbu Jana Bażeńskiego widnieje w herbie gminy Ostróda.